# NED Synclavier
El NED Synclavier (sovint anomenat simplement Synclavier) és un instrument musical electrònic creat per la marca New England Digital (NED); com el seu rival directe, el Fairlight CMI, estava format per un sintetitzador digital, un sampler i un seqüenciador.

## Història
El precursor del Synclavier va ser un sintetitzador digital, creat entre els anys 1972 i 1975 per Cameron Jones i Sydney Alonso, al Dartmouth College, inicialment amb finalitats acadèmiques. Mentrestant, a més, Jones i Alonso crearen d'altres productes, com un processador de 16 bits anomenat ABLE, que fou la base de la primera versió del Synclavier, apareguda el 1979; ja aleshores el professor Jon Appleton i Brad Naples s'havien afegit a l'equip inicial de Jones i Alonso.
Poc després aparegué la primera actualització del model, anomenada Synclavier II, amb la qual l'ínstrument començà a ser conegut en els cercles musicals. Aquesta versió incorporava el mètode de síntesi sonora per modulació de freqüència (FM) -que més endavant popularitzaria el sintetitzador Yamaha DX7-, memòria RAM interna de 32 MB i un sistema d'emmagatzematge en un disc dur exterior. A mesura que la popularitat del Synclavier augmentava, se li anaren afegint millores, com la incorporació del mostreig de sons externs amb una resolució de 16 bits i una freqüència de mostreig de 50 kHz (superior a la qualitat de so del disc compacte), i els sistemes de sincronia externs SMPTE i MIDI.
Posteriorment, ja l'any 1984, aparegué la versió més moderna del Synclavier, amb la possibilitat de mostrejar sons en estèreo, una revisió del sistema de síntesi FM (ara amb 16 bits), un seqüenciador de 200 pistes i un teclat sensible a la velocitat i a la postpulsació, com els teclats dels pianos. Totes aquestes millores internes i externes van encarir encara més el preu del producte final, ja des de bon principi (diversos centenars de milers de dòlars) prohibitiu per als usuaris quotidians i només accessible als músics i estudis més adinerats. Així i tot, les seves qualitats musicals i la seva versatilitat el van convertir en un instrument molt preuat, i encara avui és una eina de primer nivell per a enginyers de so i compositors de bandes sonores.
El 1991, New England Digital va haver de plegar; des d'aleshores, la companyia Demas s'encarrega de la distribució mundial dels models disponibles del Synclavier.

## Característiques tècniques

### Synclavier I
- Polifonia: de 4 a 16 veus (mono)
- Síntesi : FM additiva
- Seqüenciador: 16 pistes
- Teclat: opcional
- Memòria: 8KB a 128KB
- Lector de disquet: SFSD, amb disquets de 5"1/4 o de 8"
- Controls: CV, CAN, CNA, RS232, Timer
- Preu: 29000 dòlars

### Synclavier II
- Polifonia: de 8 a 128 veus (mono o estèreo)
- Polifonia de mostreig: d'1 a 96 veus
- Mostreig: 16 bits, freqüència de 100 kHz
- Síntesi : FM additiva
- Seqüenciador: 16 pistes
- Teclats: ORK (76 tecles)
- Memòria: 8KB a 128KB
- Memòria expandida (per a les programacions): 128 KB a ~8 MB
- Memòria per als samples mostrejats: de 256 KB a ~8 MB
- Lector de disquet: SFDD, SFHD (format 5"1/4)
- Disc dur extern ESDI i després SCSI
- Control: MIDI, CVgate, VITC, SMPTE, Trigger
- Preu: de 29 000 a 200 000 dòlars

### Synclavier PSMT
- Polifonia: de 8 a 128 veus (mono o estèreo)
- Polifonia de mostreig: d'1 a 128 veus (mono o estèreo)
- Mostreig: 16 bits, freqüència màxima de 100 kHz
- Síntesi: FM additiva, 16 bits
- Seqüenciador: més de 200 pistes
- Arpegiador
- Teclats: 76 tecles amb sensibilitat i postpulsació
- Memòria: 8KB a 128KB
- Memòria per als samples mostrejats: de 256 KB a 768 MB
- Disc dur extern SCSI
- Control: MIDI, CV (control per voltatge), VITC, SMPTE, Trigger
- Preu: de 29 000 a 200 000 dòlars

### Synclavier 3200
- Polifonia: de 8 a 128 veus (mono o estèreo)
- Polifonia de mostreig: d'1 a 128 veus (mono o estèreo)
- Mostreig: 16 bits, freqüència màxima de 100 kHz
- Síntesi : FM additiva, 16 bits
- Seqüenciador: més de 200 pistes
- Arpegiador
- Teclats: 76 tecles amb sensibilitat i postpulsació
- Memòria: 8KB a 128KB
- Memòria per als samples mostrejats: de 256 KB a 768 MB
- Disc dur extern SCSI
- Control: MIDI, CV, VITC, SMPTE, Trigger
- Preu: de 29 000 a 200 000 dòlars

### Synclavier 6400
- Polifonia: de 8 a 128 veus (mono o estèreo)
- Polifonia de mostreig: d'1 a 128 veus (mono o estèreo)
- Mostreig: 16 bits, freqüència màxima de 100 kHz
- Síntesi : FM additiva, 16 bits
- Seqüenciador: més de 200 pistes
- Arpegiador
- Teclats: 76 tecles amb sensibilitat i postpulsació
- Memòria: 8KB a 128KB
- Memòria per als samples mostrejats: de 256 KB a 768 MB
- Disc dur extern SCSI
- Control: MIDI, CV, VITC, SMPTE, Trigger
- Preu: de 29 000 a 200 000 dòlars

### Synclavier 9600
- Polifonia: de 8 a 128 veus (mono o estèreo)
- Polifonia de mostreig: d'1 a 128 veus (mono o estèreo)
- Mostreig: 16 bits, freqüència màxima de 100 kHz
- Síntesi : FM additiva, 16 bits
- Seqüenciador: més de 200 pistes
- Arpegiador
- Teclats: 76 tecles amb sensibilitat i postpulsació
- Memòria: 8KB a 128KB
- Memòria per als samples mostrejats: de 256 KB a 768 MB
- Disc dur extern SCSI
- Control: MIDI, CV, VITC, SMPTE, Trigger
- Preu: de 29 000 a 200 000 dòlars

## Alguns usuaris famosos del NED Synclavier
- Depeche Mode (especialment als discos Construction Time Again i Some Great Reward)
- Kraftwerk (al disc The Mix)
- Michael Jackson (el so que s'escolta al principi de "Beat it", del disc Thriller, és un gong de la llibreria de sons del Synclavier)
- Frank Zappa
- Sting (als discos The Dream of the Blue Turtles i ...Nothing like the Sun)
- Stevie Wonder
- Tangerine Dream
- Mark Knopfler
- Paul Simon